# Cenizas del paraíso
Cenizas del paraíso é um filme de drama argentino de 1997 dirigido por Marcelo Piñeyro. Foi selecionado como representante da Argentina à edição do Oscar 1998, organizada pela Academia de Artes e Ciências Cinematográficas.

## Elenco
- Héctor Alterio
- Cecilia Roth
- Leonardo Sbaraglia
- Daniel Kuzniecka
- Leticia Brédice
- Nicolás Abeles